# Euxoa nigra
Euxoa nigra là một loài bướm đêm trong họ Noctuidae.